# Список наград и номинаций фильма «Стражи Галактики. Часть 3»
«Стра́жи Гала́ктики. Часть 3» (англ. Guardians of the Galaxy Vol. 3) — американский полнометражный супергеройский фильм 2023 года с участием одноимённой команды издания Marvel Comics. Был создан студией Marvel Studios и распространяется компанией Walt Disney Studios Motion Pictures. Является 32-м фильмом медиафраншизы «Кинематографическая вселенная Marvel» (КВМ), продолжением картины «Стражи Галактики. Часть 2» (2017) и третьим фильмом о команде «Стражи Галактики». Режиссёром и сценаристом выступил Джеймс Ганн. В фильме приняли участие актёры Крис Прэтт, Зои Салдана, Дейв Батиста, Карен Гиллан, Пом Клементьефф, Вин Дизель, Брэдли Купер, Уилл Поултер, Шон Ганн, Чукуди Ивуджи, Сильвестр Сталлоне и другие. По сюжету, Стражи пытаются спасти своего друга Ракету от его создателя — Высшего Эволюционера, пытающегося усовершенствовать Вселенную.
Мировая премьера фильма «Стражи Галактики. Часть 3» состоялась 22 апреля 2023 года в «Диснейленд Париж» (Франция), а 3 мая он был выпущен в прокат в Великобритании и 5 мая в США. Бюджет картины составил 250 млн долларов США, при этом фильм собрал $ 845,6 млн, заняв 4-е место среди самых кассовых фильмов 2023 года. На сайте-агрегаторе рецензий Rotten Tomatoes фильм имеет рейтинг одобрения 82 % на основе 408 отзывов со средней оценкой 7,2/10. Сайт-агрегатор Metacritic присвоил ленте 64 балла из 100 на основе 63 отзывов, что соответствует критерию «в целом положительные отзывы». Зрители, опрошенные CinemaScore, поставили фильму среднюю оценку «A» по шкале от «A+» до «F», при этом средняя положительная оценка на PostTrak составляет 91 % общей положительной оценки, при этом 79 % зрителей заявили, что «однозначно рекомендуют его к просмотру».
Фильм, его режиссёр и актёры были удостоены множества наград и номинаций. На 96-й церемонии вручения премии «Оскар» фильм был номинирован в категории «Лучшие визуальные эффекты», однако победу в данной номинации одержал фильм «Годзилла: Минус один» от режиссёра Такаcи Ямадзаки. На 51-й церемонии вручения премии «Энни», лента победила в категории «Выдающиеся достижения в области анимации персонажей в живом исполнении». На 48-й церемонии вручения премии «Сатурн», картина получила семь номинаций и победила в категории «Лучший фильм — экранизация комикса». Фильм также получил шесть номинаций премии Общества специалистов по визуальным эффектам и победил в двух категориях. К тому же, фильм был номинирован на премию BAFTA в категории «Лучшие визуальные эффекты», однако не смог одержать в ней победу.

## Награды и номинации
| Награда                                                   | Дата церемонии вручения | Категория                                                                                         | Получатель(-и)                                                                                                   | Результат | Источ.        |
| --------------------------------------------------------- | ----------------------- | ------------------------------------------------------------------------------------------------- | --- | --------- | ------------- |
| Награды Гильдии музыкальных супервайзеров                 | 5 марта 2023            | «Лучшее музыкальное сопровождение в трейлере фильма»                                              | Синтия Блондель и Хизер Кример                                                                                   | Номинация | [ 21 ]        |
| «Золотой трейлер»                                         | 29 июня 2023            | «Лучшее приключение в жанре фэнтези»                                                              | «Encore» | Номинация | [ 22 ] [ 23 ] |
| «Золотой трейлер»                                         | 29 июня 2023            | «Лучшие трейлеры блокбастеров лета 2023 года»                                                     | «Encore» | Номинация | [ 22 ] [ 23 ] |
| «Золотой трейлер»                                         | 29 июня 2023            | «Лучший тизер»                                                                                    | «Magic» | Номинация | [ 22 ] [ 23 ] |
| Премия Ассоциации голливудских критиков в середине сезона | 30 июня 2023            | «Лучший фильм»                                                                                    | «Стражи Галактики. Часть 3»                                                                                      | Номинация | [ 24 ]        |
| Премия MTV Millennial                                     | 6 августа 2023          | «Убийственный фильм»                                                                              | «Стражи Галактики. Часть 3»                                                                                      | Номинация | [ 25 ] [ 26 ] |
| Награды профессиональной ассоциации Голливуда             | 9 ноября 2023           | «Лучшие визуальные эффекты в полнометражном фильме»                                               | Гай Уильямс, Дэниел Макарин, Майк Козенс, Марк Смит и Марвин Янг (Wētā FX)                                       | Номинация | [ 27 ]        |
| Фестиваль китайско-американского кино                     | 11 ноября 2023          | «Самый популярный американский фильм в Китае»                                                     | «Стражи Галактики. Часть 3»                                                                                      | Победа    | [ 28 ]        |
| Hollywood Music in Media Awards                           | 15 ноября 2023          | «Лучший саундтрек-альбом»                                                                         | Guardians of the Galaxy Vol. 3: Awesome Mix Vol. 3                                                               | Номинация | [ 29 ] [ 30 ] |
| Награды Ассоциации кинокритиков Сент-Луиса                | 17 декабря 2023         | «Лучшие визуальные эффекты»                                                                       | «Стражи Галактики. Часть 3»                                                                                      | Номинация | [ 31 ] [ 32 ] |
| Награды Ассоциации кинокритиков штата Джорджия            | 5 января 2024           | «Премия Оглторпа за выдающиеся достижения в области кинематографа штата Джорджия»                 | Джеймс Ганн | Номинация | [ 33 ]        |
| Премия «Astra»                                            | 6 января 2024           | «Лучший боевик»                                                                                   | «Стражи Галактики. Часть 3»                                                                                      | Номинация | [ 34 ]        |
| Премия «Astra»                                            | 6 января 2024           | «Лучшее голосовое сопровождение»                                                                  | Брэдли Купер | Номинация | [ 34 ]        |
| Награды Ассоциации критиков штата Юта                     | 6 января 2024           | «Премия Vice/Martin за исполнение роли в научно-фантастическом фильме, фэнтези или фильме ужасов» | Брэдли Купер | Номинация | [ 35 ]        |
| Награды Ассоциации критиков штата Юта                     | 6 января 2024           | «Лучшие визуальные эффекты»                                                                       | «Стражи Галактики. Часть 3»                                                                                      | Номинация | [ 35 ]        |
| «Золотой глобус»                                          | 7 января 2024           | «Достижения в кинематографе и кассовых сборах»                                                    | «Стражи Галактики. Часть 3»                                                                                      | Номинация | [ 36 ]        |
| Награды Общества кинокритиков Сиэтла                      | 8 января 2024           | «Лучшие визуальные эффекты»                                                                       | «Стражи Галактики. Часть 3»                                                                                      | Номинация | [ 37 ]        |
| Награды Ассоциации кинокритиков Остина                    | 10 января 2024          | «Лучшая актерская игра голосом / анимация / цифровое исполнение»                                  | Брэдли Купер | Победа    | [ 38 ]        |
| «Выбор критиков»                                          | 14 января 2024          | «Лучшие визуальные эффекты»                                                                       | «Стражи Галактики. Часть 3»                                                                                      | Номинация | [ 39 ]        |
| «Грэмми»                                                  | 4 февраля 2024          | «Лучший компилятивный саундтрек для визуальных медиа»                                             | Guardians of the Galaxy Vol. 3: Awesome Mix Vol. 3                                                               | Номинация | [ 40 ]        |
| «Сатурн»                                                  | 4 февраля 2024          | «Лучший фильм — экранизация комикса»                                                              | «Стражи Галактики. Часть 3»                                                                                      | Победа    | [ 41 ] [ 42 ] |
| «Сатурн»                                                  | 4 февраля 2024          | «Лучший киноактёр»                                                                                | Крис Прэтт | Номинация | [ 41 ] [ 42 ] |
| «Сатурн»                                                  | 4 февраля 2024          | «Лучшая режиссура»                                                                                | Джеймс Ганн | Номинация | [ 41 ] [ 42 ] |
| «Сатурн»                                                  | 4 февраля 2024          | «Лучшая работа художника-постановщика»                                                            | Бет Микл | Номинация | [ 41 ] [ 42 ] |
| «Сатурн»                                                  | 4 февраля 2024          | «Лучший дизайн костюмов»                                                                          | Джудианна Маковски                                                                                               | Номинация | [ 41 ] [ 42 ] |
| «Сатурн»                                                  | 4 февраля 2024          | «Лучший грим»                                                                                     | Алексей Дмитриев, Линдси Макгоуэн и Шейн Махан                                                                   | Номинация | [ 41 ] [ 42 ] |
| «Сатурн»                                                  | 4 февраля 2024          | «Лучшие спецэффекты»                                                                              | Стефан Церетти, Алексис Вайсброт, Гай Уильямс и Дэн Судик                                                        | Номинация | [ 41 ] [ 42 ] |
| Премия Гильдии художников-постановщиков США               | 10 февраля 2024         | «Лучшая работа художника-постановщика в фэнтези-фильме»                                           | Бет Микл | Номинация | [ 43 ]        |
| Награды Международного кинофестиваля в Санта-Барбаре      | 10 февраля 2024         | Премия ремесленников Variety                                                                      | Стефан Церетти – VFX                                                                                             | Победа    | [ 44 ]        |
| Награды Общества декораторов Америки                      | 13 февраля 2024         | «Лучший декор / дизайн научно-фантастического или фэнтезийного художественного фильма»            | Розмари Бранденбург и Бет Микл                                                                                   | Номинация | [ 45 ]        |
| «Энни»                                                    | 17 февраля 2024         | «Выдающиеся достижения в области анимации персонажей в живом исполнении»                          | Фернандо Эррера, Крис Хёртт, Натан Макконнел, Дэниел Кабрал и Крис Макгоу                                        | Победа    | [ 46 ]        |
| BAFTA                                                     | 18 февраля 2024         | «Лучшие визуальные эффекты»                                                                       | Тео Биалек, Стефан Церетти, Алексис Вайсброт и Гай Уильямс                                                       | Номинация | [ 47 ]        |
| Награды Гильдии гримёров и парикмахеров                   | 18 февраля 2024         | «Лучший современный грим в полнометражном фильме»                                                 | Джейн Галли | Номинация | [ 48 ]        |
| Награды Гильдии гримёров и парикмахеров                   | 18 февраля 2024         | «Лучший грим персонажей в полнометражном фильме»                                                  | Алексей Дмитриев, Николь Сортильон, Амос Саманта Уорд и Луандра Уайтхерс                                         | Номинация | [ 48 ]        |
| Награды Гильдии гримёров и парикмахеров                   | 18 февраля 2024         | «Лучшая периодическая и/или характерная прическа в полнометражном фильме»                         | Кассандра Лин Рассек, Стефани Феннер, Питер Тотпал и Конни Крисвелл                                              | Номинация | [ 48 ]        |
| Награды Гильдии гримёров и парикмахеров                   | 18 февраля 2024         | «Лучшие специальные гримёрные эффекты в полнометражном фильме»                                    | Алексей Дмитриев, Линдси Макгоуэн, Линдси Макгоуэн и Скотт Стоддард                                              | Номинация | [ 48 ]        |
| Награды Гильдии гримёров и парикмахеров                   | 18 февраля 2024         | «Рекламные ролики и музыкальные видеоклипы: Лучшая прическа»                                      | Эшли Чайлдерс (за «From the Cubicle to the Cosmos» (сотрудничал с HelloFresh))                                   | Номинация | [ 48 ]        |
| People’s Choice Awards                                    | 18 февраля 2024         | «Фильм года»                                                                                      | «Стражи Галактики. Часть 3»                                                                                      | Номинация | [ 49 ]        |
| People’s Choice Awards                                    | 18 февраля 2024         | «Боевик года»                                                                                     | «Стражи Галактики. Часть 3»                                                                                      | Номинация | [ 49 ]        |
| People’s Choice Awards                                    | 18 февраля 2024         | «Мужчина-кинозвезда года»                                                                         | Крис Прэтт | Номинация | [ 49 ]        |
| People’s Choice Awards                                    | 18 февраля 2024         | «Звезда боевика года»                                                                             | Крис Прэтт | Номинация | [ 49 ]        |
| Награды Общества специалистов по визуальным эффектам      | 21 февраля 2024         | «Выдающиеся визуальные эффекты в фотореалистичном фильме»                                         | Стефан Церетти, Сьюзан Пикетт, Алексис Вайсброт, Гай Уильямс и Дэн Судик                                         | Номинация | [ 50 ]        |
| Награды Общества специалистов по визуальным эффектам      | 21 февраля 2024         | «Выдающийся анимационный персонаж в фотореалистичном фильме»                                      | Натан Макконнел, Андреа Де Мартис, Антоний Магдалинидис и Рэйчел Уильямс (за создание Ракеты)                    | Победа    | [ 50 ]        |
| Награды Общества специалистов по визуальным эффектам      | 21 февраля 2024         | «Создание выдающегося окружения в фотореалистичном фильме»                                        | Омар Алехандро, Лаврадор Ибаньес, Фабьен Жюльвекур, Клаудио Ладавац и Бенджамин Паттерсон (за создание Забвения) | Номинация | [ 50 ]        |
| Награды Общества специалистов по визуальным эффектам      | 21 февраля 2024         | «Выдающийся композитинг и освещение в полнометражном фильме»                                      | Инда Марета, Бек Вейтч, Натан Аббот и Стив Макгиллен                                                             | Номинация | [ 50 ]        |
| Награды Общества специалистов по визуальным эффектам      | 21 февраля 2024         | «Выдающаяся виртуальная съёмка в CG-проекте»                                                      | Джоанна Дэвисон, Шайана Уилкинсон, Майкл Козенс и Джейсон Дежарле                                                | Победа    | [ 50 ]        |
| Награды Общества специалистов по визуальным эффектам      | 21 февраля 2024         | «Выдающаяся модель в фотореальном или анимационном проекте»                                       | Кеннет Йоханссон, Джейсон Галеон, Тим Цивиль и Артур Вилль (за создание Arête Laboratories)                      | Номинация | [ 50 ]        |
| Премия Гильдии киноактёров США                            | 24 февраля 2024         | «Лучший каскадёрский ансамбль в игровом кино»                                                     | «Стражи Галактики. Часть 3»                                                                                      | Номинация | [ 51 ]        |
| Премия Astra Film за творческие достижения                | 26 февраля 2024         | «Лучшие визуальные эффекты»                                                                       | «Стражи Галактики. Часть 3»                                                                                      | Номинация | [ 34 ]        |
| Премия Astra Film за творческие достижения                | 26 февраля 2024         | «Лучшие трюки»                                                                                    | «Стражи Галактики. Часть 3»                                                                                      | Номинация | [ 34 ]        |
| Премия Astra Film за творческие достижения                | 26 февраля 2024         | «Лучший дизайн костюмов»                                                                          | Джудианна Маковски                                                                                               | Номинация | [ 34 ]        |
| Премия Astra Film за творческие достижения                | 26 февраля 2024         | «Лучший макияж и прическа»                                                                        | Кэсси Рассек и Алексей Дмитриев                                                                                  | Номинация | [ 34 ]        |
| «Оскар»                                                   | 10 марта 2024           | «Лучшие визуальные эффекты»                                                                       | Стефан Церетти, Алексис Вайсброт, Гай Уильямс и Тео Биалек                                                       | Номинация | [ 52 ]        |
| Суперпремия «Выбор критиков»                              | 4 апреля 2024           | «Лучший супергеройский фильм»                                                                     | «Стражи Галактики. Часть 3»                                                                                      | Номинация | [ 53 ]        |
| Суперпремия «Выбор критиков»                              | 4 апреля 2024           | «Лучший актёр в супергеройском фильме»                                                            | Брэдли Купер | Номинация | [ 53 ]        |
| Суперпремия «Выбор критиков»                              | 4 апреля 2024           | «Лучшая актриса в супергеройском фильме»                                                          | Зои Салдана | Номинация | [ 53 ]        |
| Суперпремия «Выбор критиков»                              | 4 апреля 2024           | «Лучший злодей фильма»                                                                            | Чукуди Ивуджи | Номинация | [ 53 ]        |
| Nickelodeon Kids’ Choice Awards                           | 13 июля 2024            | «Любимый фильм»                                                                                   | «Стражи Галактики. Часть 3»                                                                                      | Номинация | [ 54 ]        |
| Nickelodeon Kids’ Choice Awards                           | 13 июля 2024            | «Любимый киноактёр»                                                                               | Крис Прэтт | Номинация | [ 54 ]        |
| Nickelodeon Kids’ Choice Awards                           | 13 июля 2024            | «Любимая киноактриса»                                                                             | Зои Салдана | Номинация | [ 54 ]        |
| Награды Общества кинокритиков Хьюстона                    | 22 ноября 2024          | «Лучшие визуальные эффекты»                                                                       | «Стражи Галактики. Часть 3»                                                                                      | Номинация | [ 55 ]        |
| Награды Общества кинокритиков Хьюстона                    | 22 ноября 2024          | «Лучшие трюки»                                                                                    | «Стражи Галактики. Часть 3»                                                                                      | Номинация | [ 55 ]        |

## Комментарии
1. ↑  Даты вручения наград и проставления номинаций указаны в хронологическом порядке.